# Kościół filialny
Kościół filialny – kościół wchodzący w skład danej parafii, ale niebędący jej kościołem głównym (tzw. kościołem parafialnym).
Lokalizuje się je zazwyczaj w niewielkich miejscowościach, które dzieli od kościoła parafialnego znaczna odległość. Nie odprawia się w nich natomiast codziennych mszy oraz większości dużych uroczystości. Na niedzielne nabożeństwa przyjeżdżają do kościołów filialnych księża z macierzystej parafii. Program funkcjonalny kościołów filialnych jest więc zwykle uboższy niż parafialnych, a budynki mniejsze. Istnienie takich niewielkich obiektów na terenie rozległych terytorialnie parafii jest jednak dla mieszkańców miejscowości odległych od parafii bardzo korzystne ze względu na unikanie konieczności odbywania przez nich zwykle długiej drogi do głównego kościoła parafii i ogranicza te podróże wyłącznie do dużych uroczystości oraz sytuacji korzystania z kancelarii parafialnej.

## Galeria

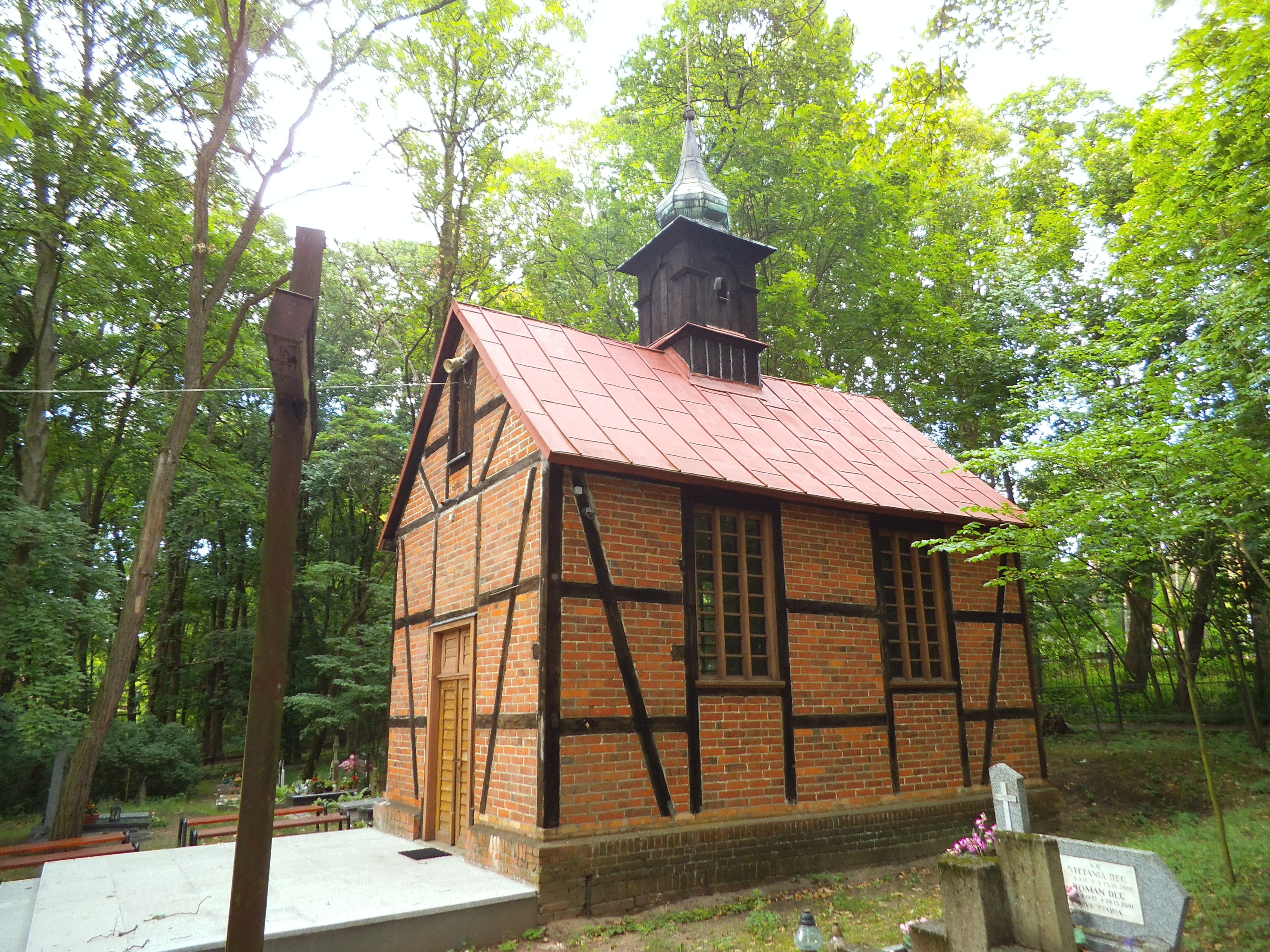
Kaplica św. Barbary w Toruniu
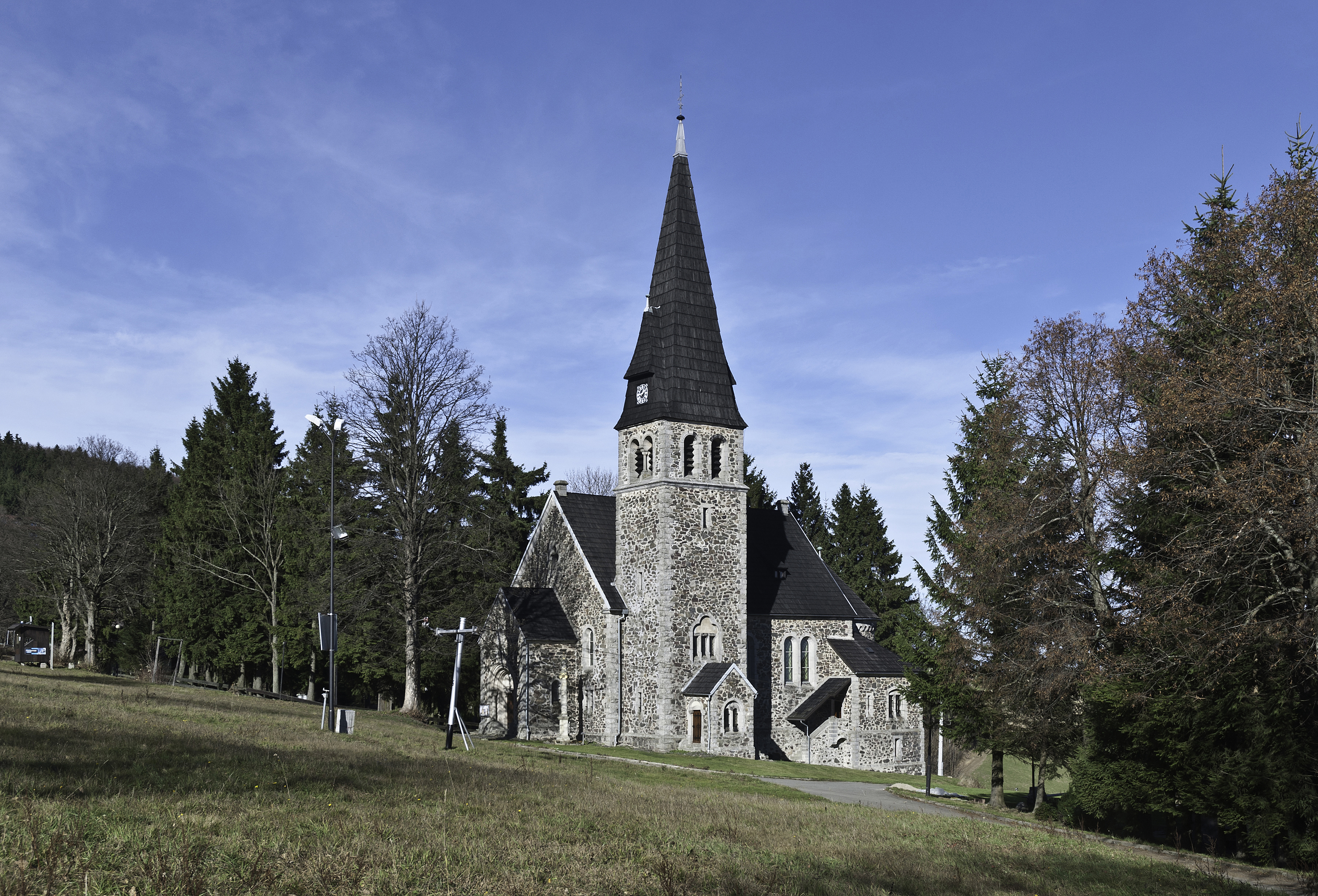
Kościół św. Anny w Zieleńcu
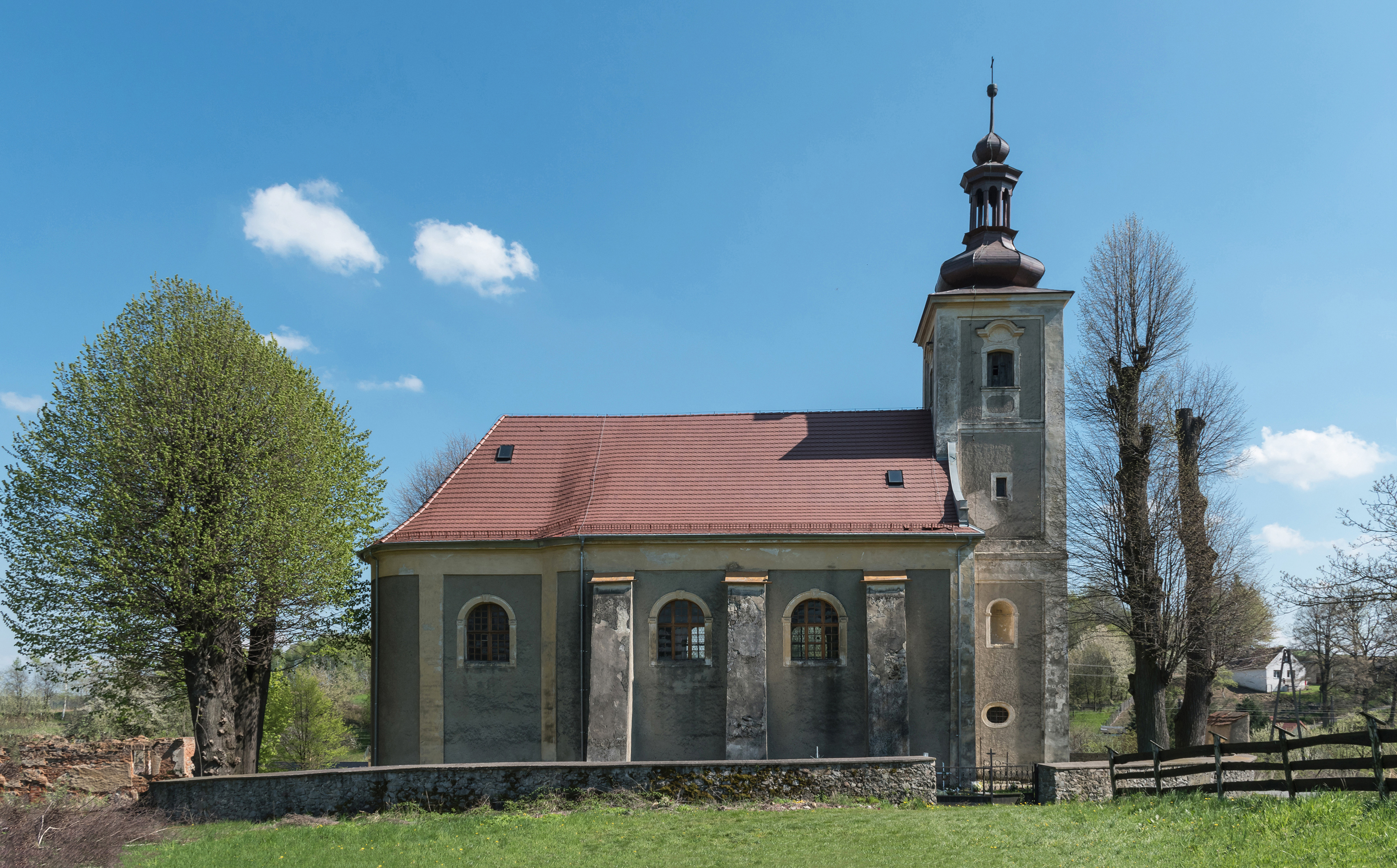
Kościół św. Mikołaja w Laskówce
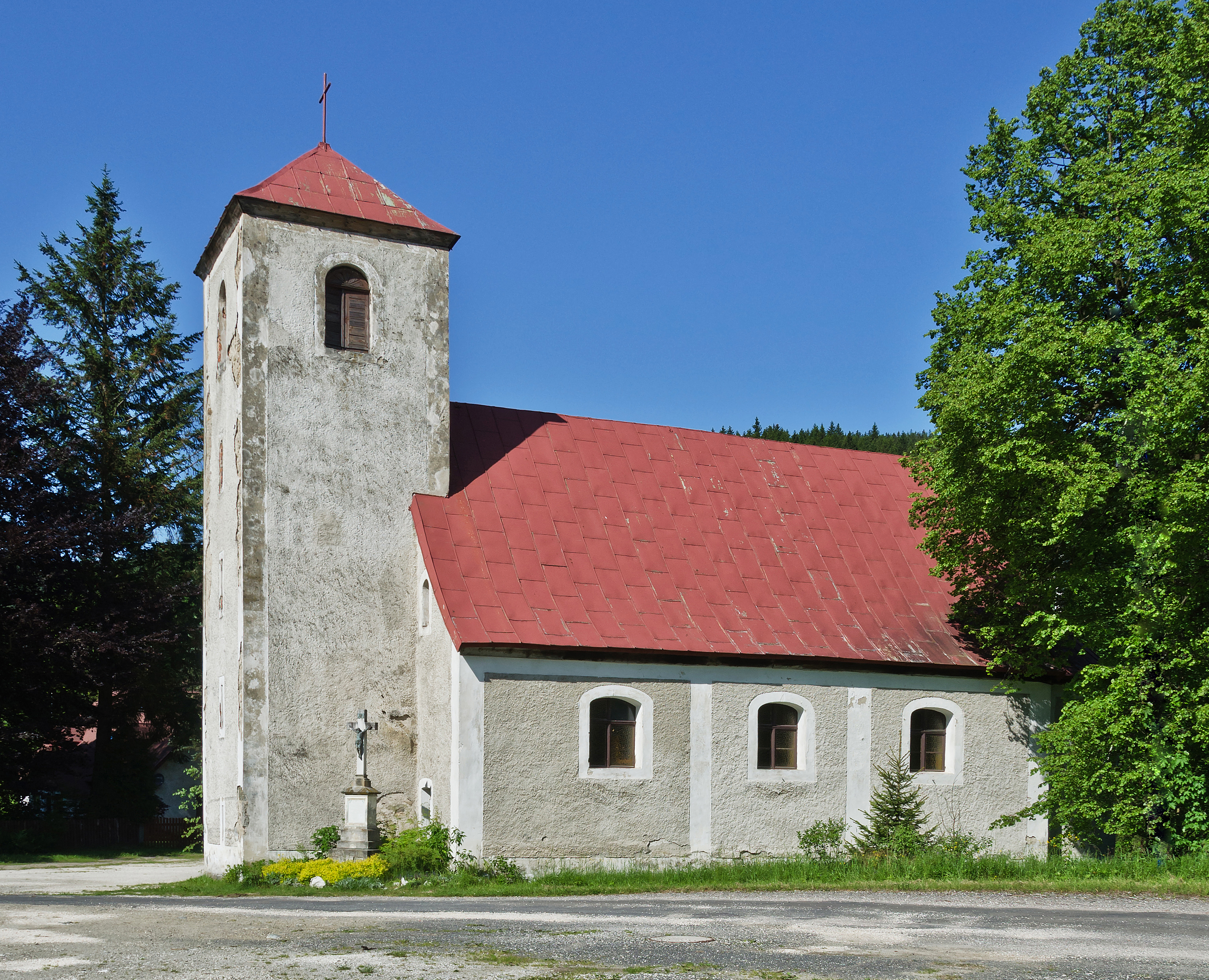
Kościół śś. Wincentego i Walentego
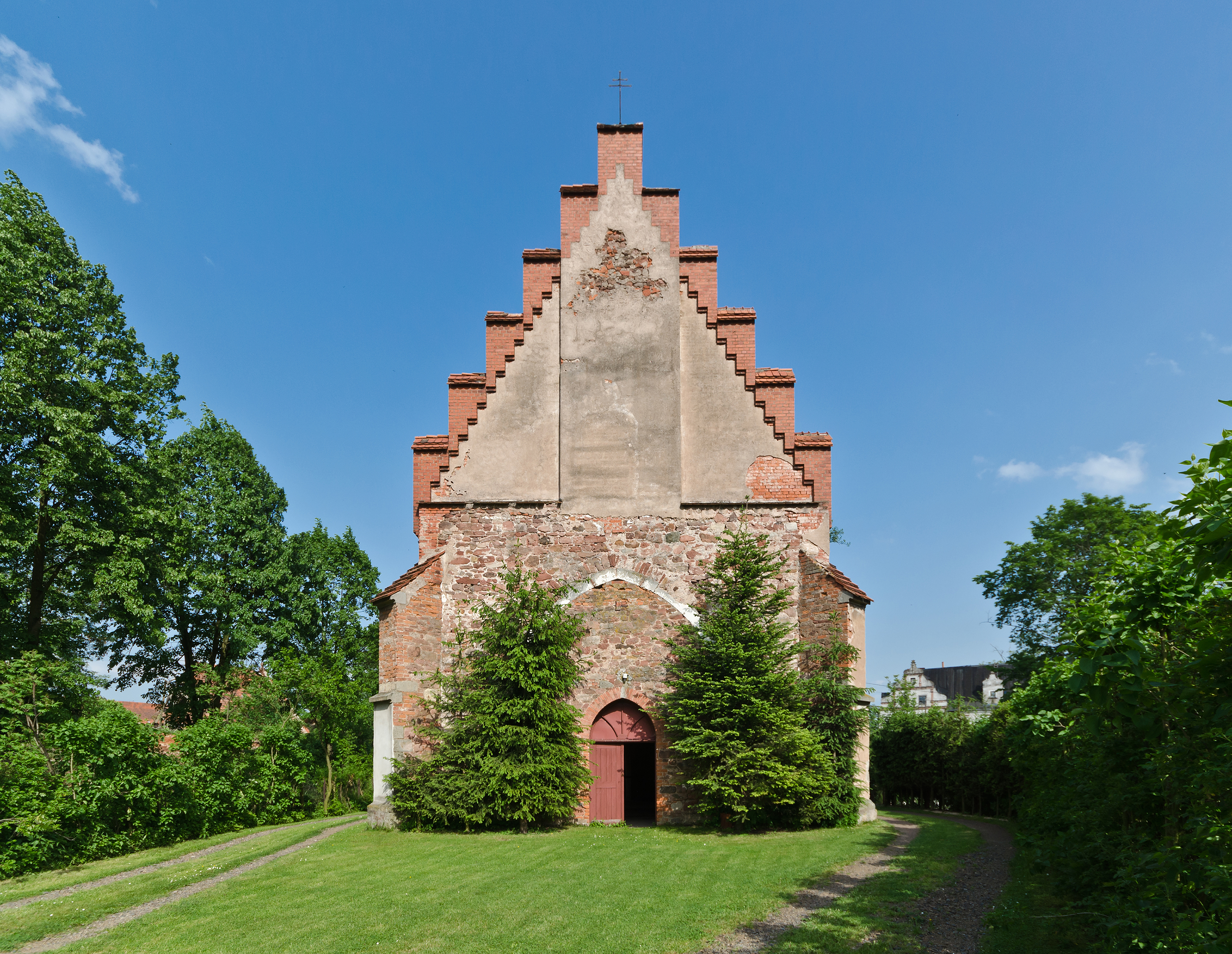
Kościół św. St. Kostki w Ścinawce Dolnej
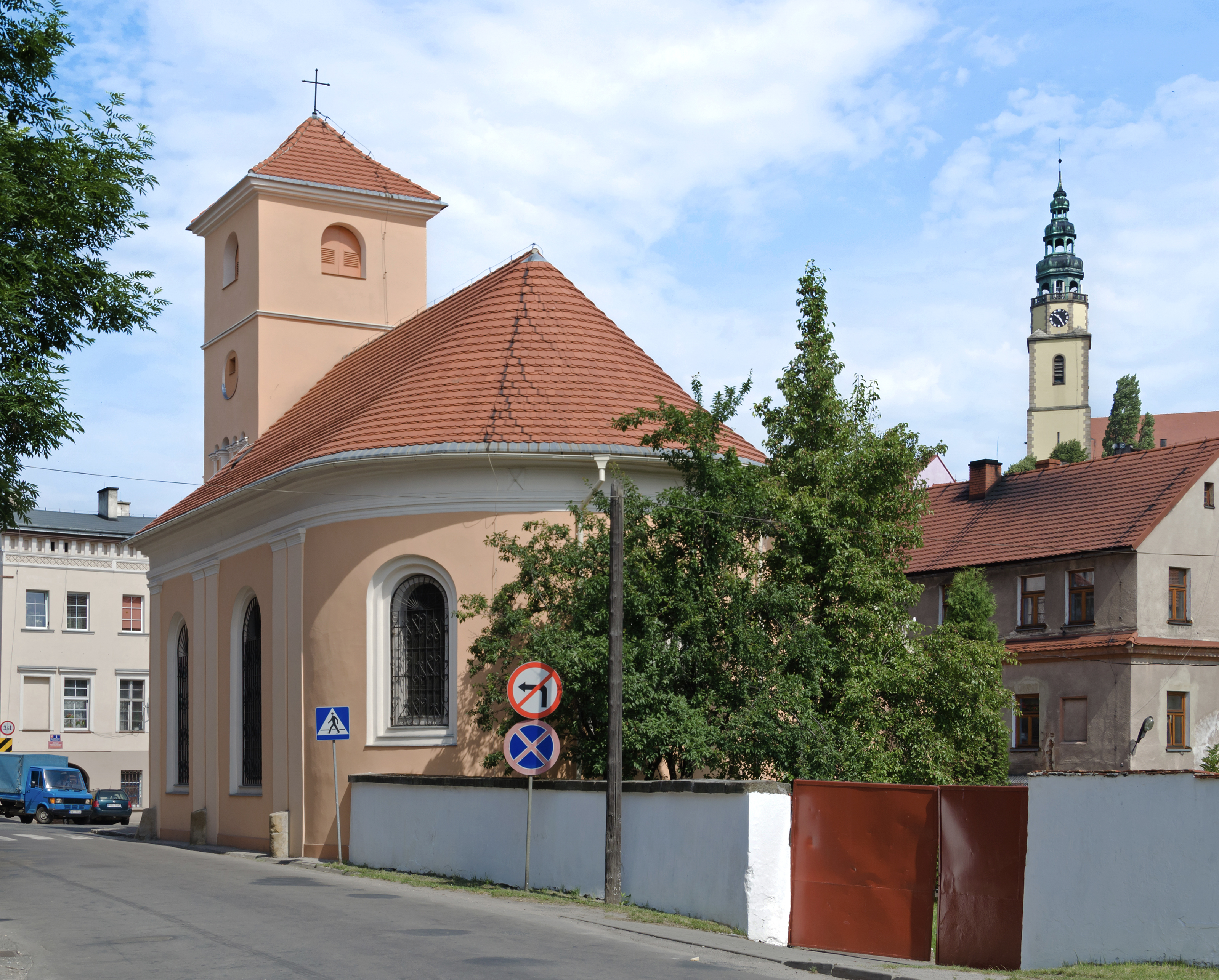
Kościół św.Jana  Nepomucena w Bystrzycy
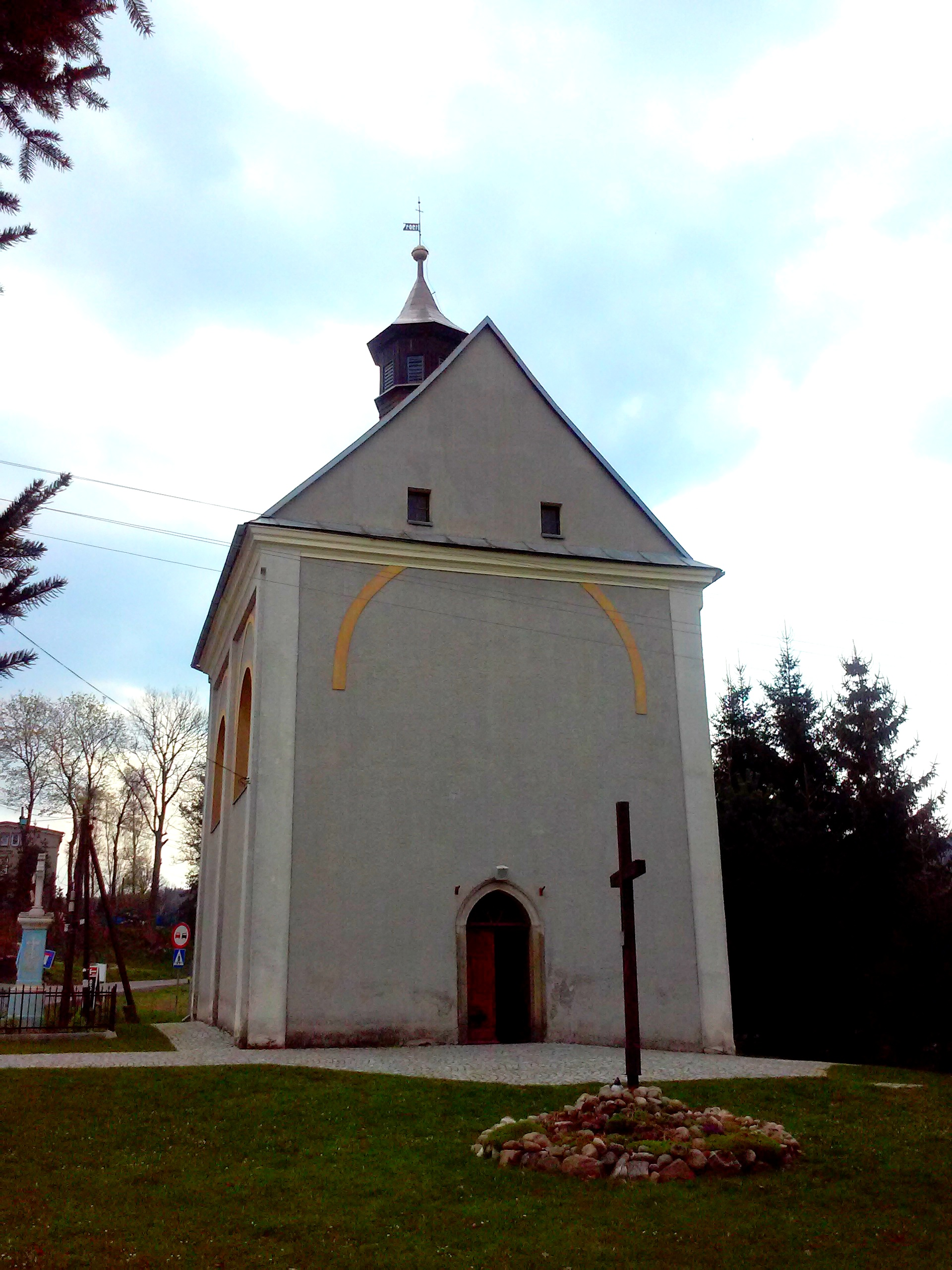
Kościół św. Józefa Oblubieńca, Przedwojów
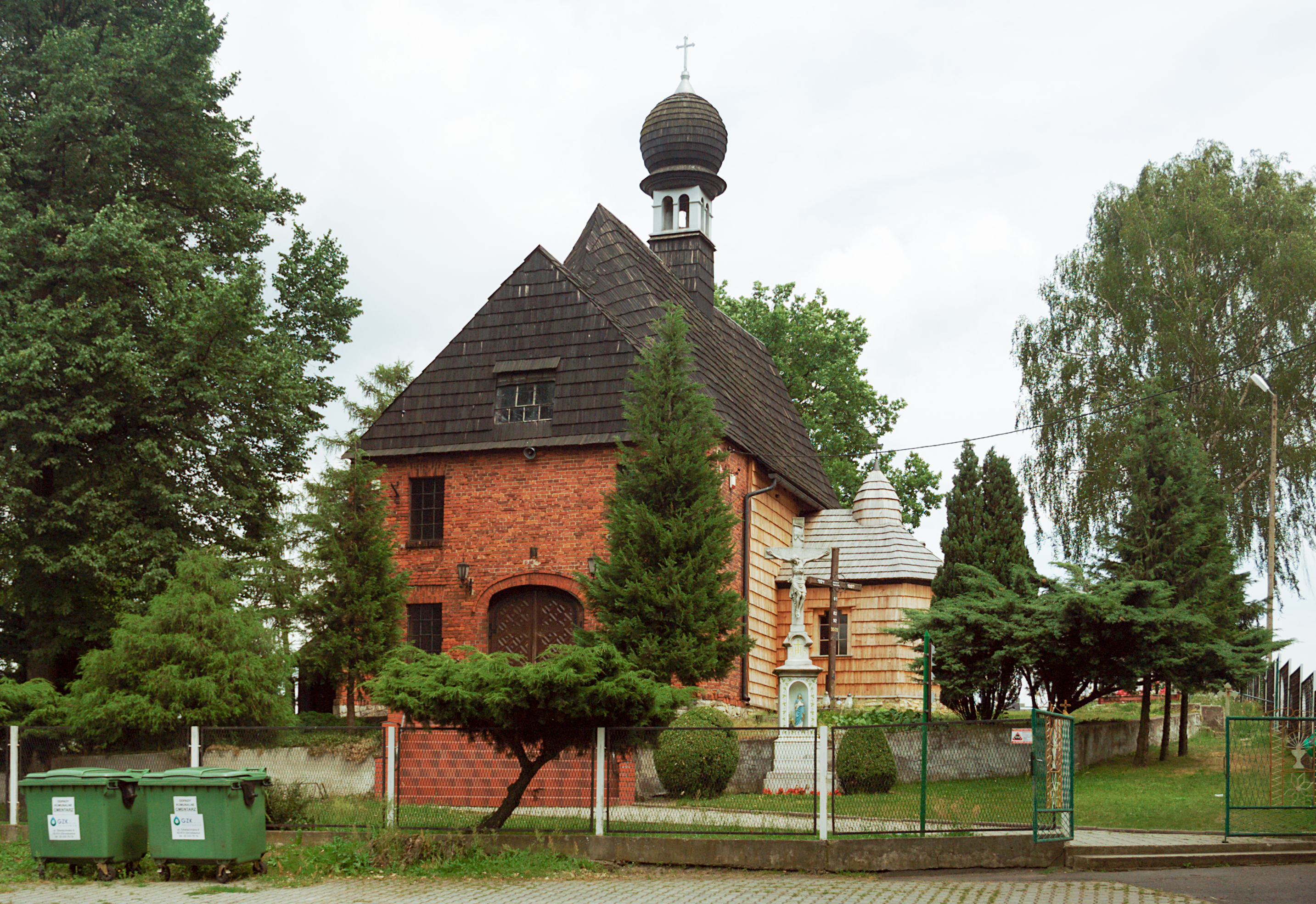
Kościół św. Michała w Księżym Lesie
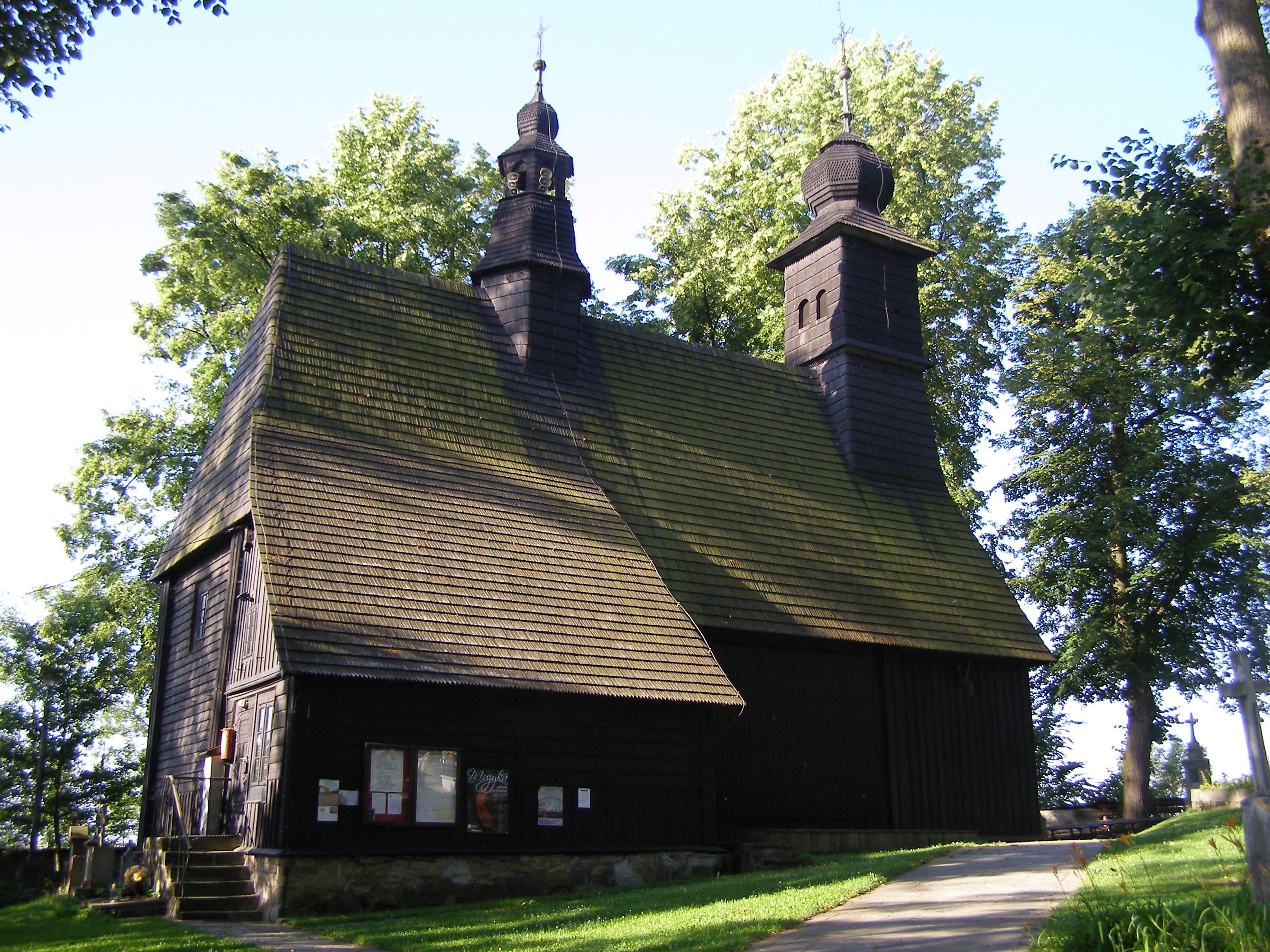
Kościół św. Anny w Nowym Targu
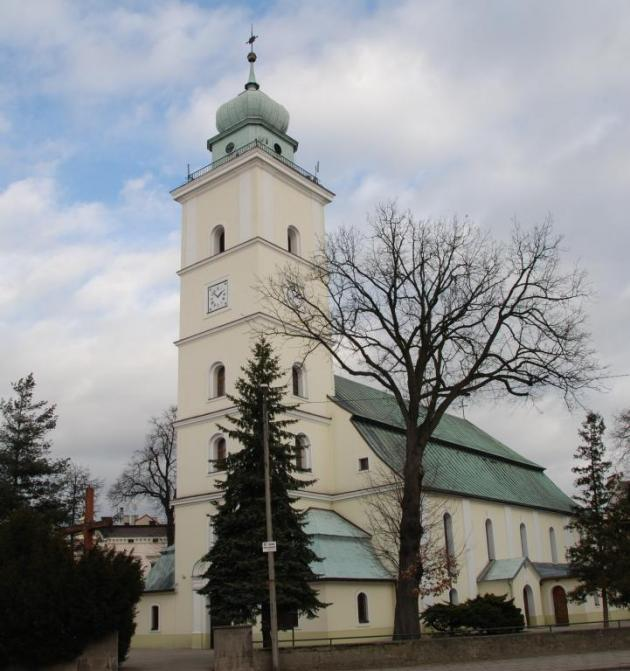
Kościół św. Teresy z Liseaux w Wołczynie
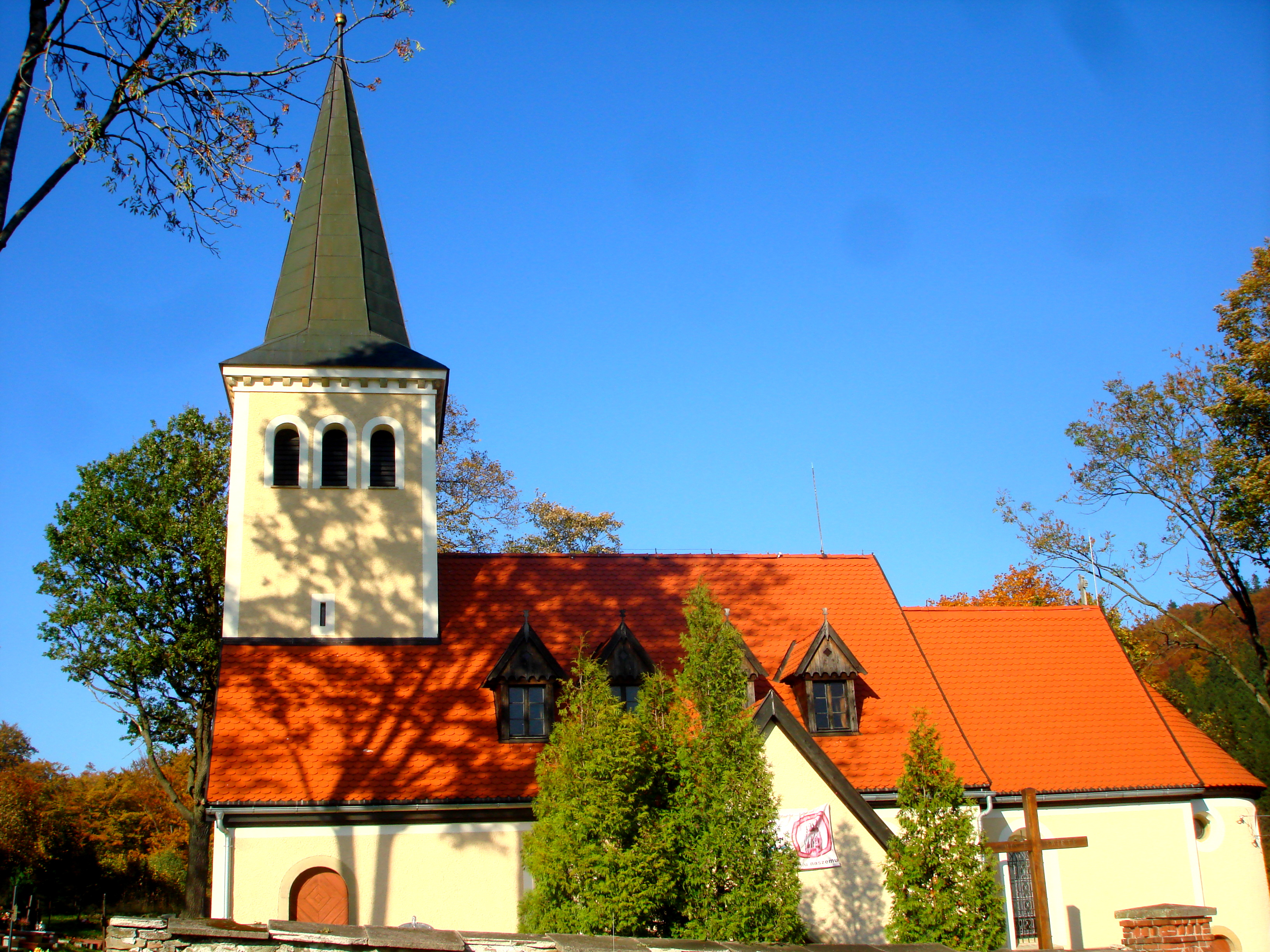
Kościół Narodzenia NMP w Rędzinach
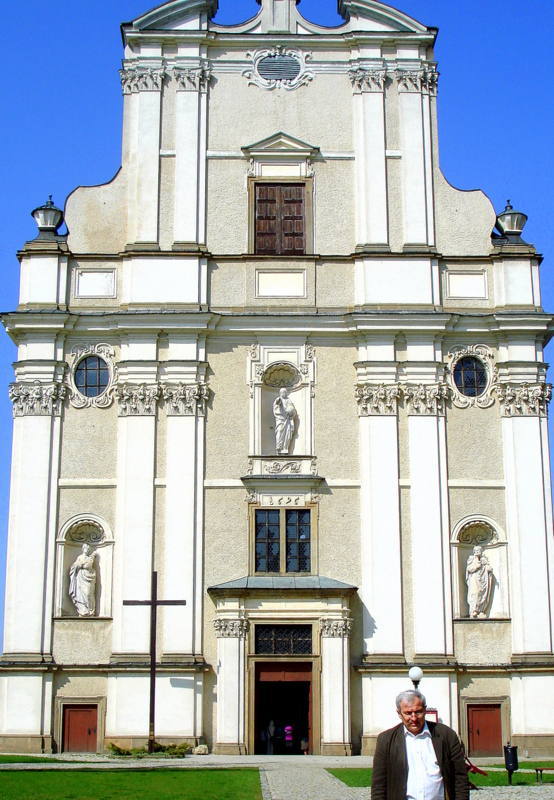
Kościół św. Józefa w Krzeszowie